# لو تيان
لو تيان هو سياسي صيني، ولد في 1920، وتوفي في 2001. انتخب عضو مجلس الشعب الصيني ‏ خلال فترته النيابية ‏.